# Maarat an-Numan

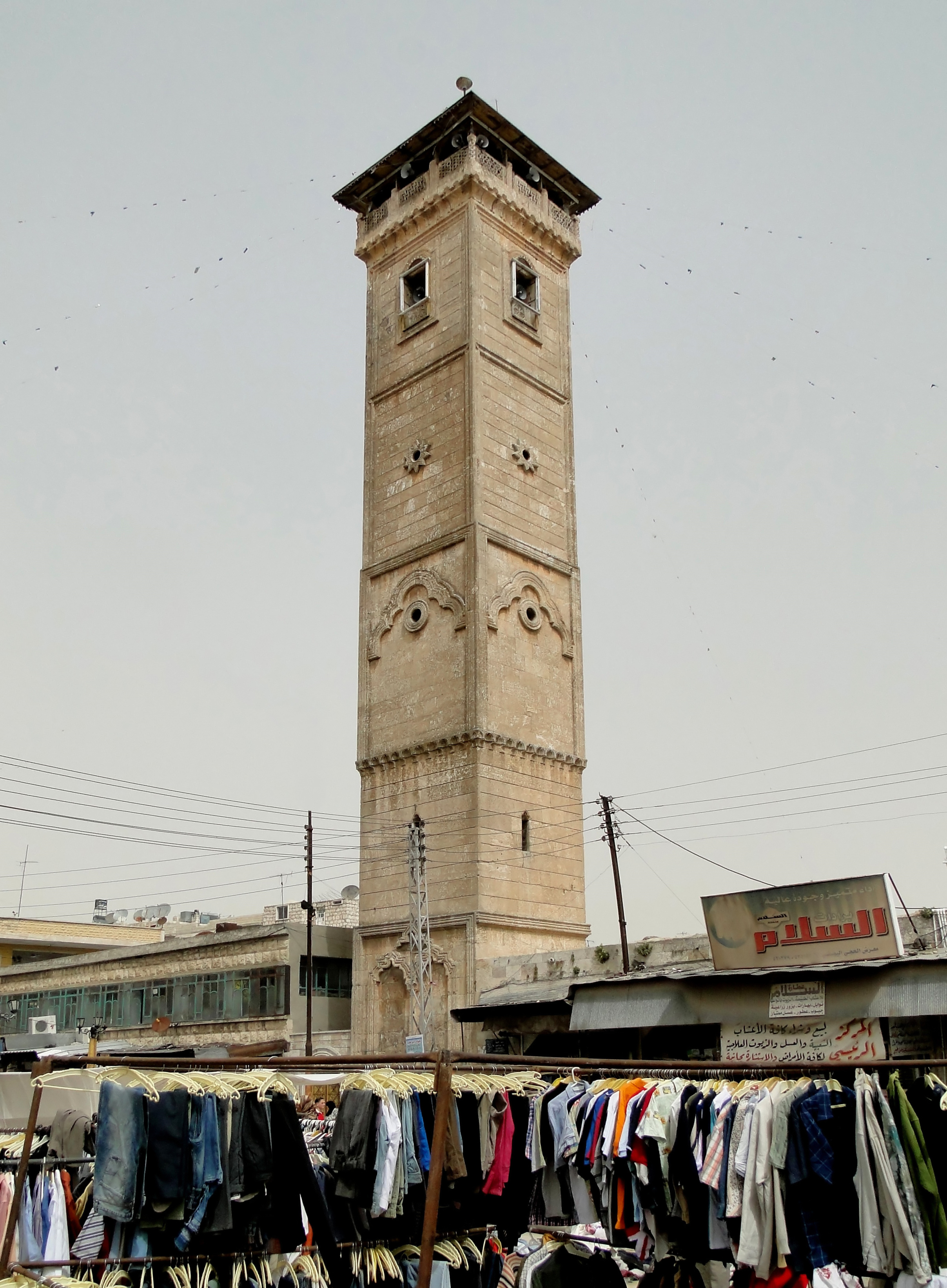
Gran Mesquita

Ma'arrat al-Numan, Maarrat al-Numan o Maarat an-Numan (àrab: معرة النعمان, Maʿarrat an-Nuʿmān) és una ciutat artesanal i comercial del nord-oest de Síria. Està situada entre Alep i Hamat, uns 70 km al sud-oest de la primera, prop de les restes de les ciutats desaparegudes d'al-Bara i Serjilla. És capital del districte del mateix nom a la província o governació d'Idlib, i és la ciutat més gran de la província tot i no ser-ne la capital. El districte està format per la part sud del Djabal Zawiya, que al seu torn és la part sud del massís de Belus. El seu personatge més famós és el poeta cec Abu l-Alà al-Maarrí conegut simplement com al-Maarrí. El 1932 tenia 5.250 habitants, i va passar a 9.140 el 1945 i a 20.000 el 1975. Després el creixement ha estat espectacular i ha quadruplicat la població en 40 anys; la població estimada el 2009 és de 87.742 habitants.

## Monuments

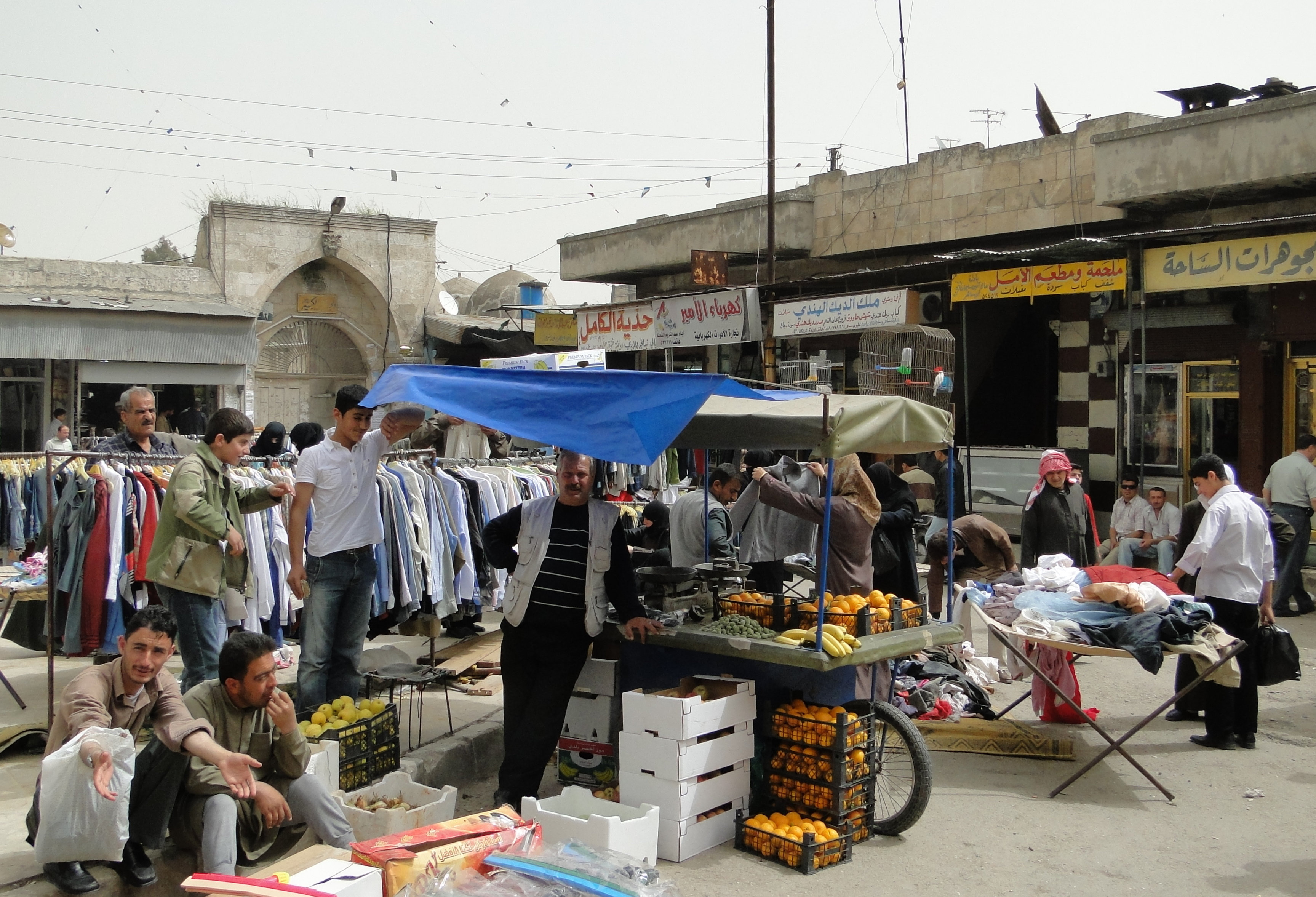
Mercat

Es conserven les muralles amb les set portes: Bab Halab, Bab al-Kabir, Bab Shith, Bab al-Djinan, Bab-Hunak, Bab Hims i Bab Kadha.
La gran mesquita ocupa el lloc de l'antiga església romana d'Orient. Disposa d'un minaret de cinc pisos que estaria datat vers 1155 o abans, i probablement restaurat després del terratrèmol del 1157; altra vegada damnat en un terratrèmol el 1170, hauria estat arranjat altre cop el 1199. Al costat de la mesquita hi ha dos mercats (suks). Al sud de la gran mesquita hi ha la madrassa xafiïta en la que una inscripció a la volta diu que fou construïda el 1199 sota el príncep aiúbida d'Hamat al-Malik al-Mansur Abu l-Maali Muhàmmad ibn Taqí-d-Din Umar, per Abu-l-Farawís; la madrassa inclou un mihrab.
Es conserven algunes restes de l'església de Sant Andreu del temps dels croats. No s'ha trobat el convent monofisita siríac però si nombroses restes de marcs de tombes esculpits en basalt d'origen cristià antic.
També hi ha les reste d'un kan o caravanserrall d'època otomana, al sud de la gran mesquita a l'est de la ciutat; el kan era gran, quadrat, en pedra tallada i amb una petita mesquita al centre del pati i fou construït el 1566-1567 per Murad Çelebi defterdar d'Àsia Menor (mort vers el 1573/1574).
Un lloc de pelegrinatge és el makam de Nabi Allah Yusha ibn Nun, al sud de la ciutat fora dels murs; la tomba de Josuè (Yusha) estaria sobre el lloc d'un antic santuari preislàmic; el lloc fou construït per al-Malik Adh-Dhàhir Ghazi ibn Salah-ad-Din el 1207 sent governador local Murshid ibn Salim ibn al-Muhadhdhib.
El mausoleu del poeta Abu l-Alà al-Maarrí (el personatge més notables dels nascuts a la ciutat) és relativament modern.
Prop de la porta de Bab Shith hi ha la tomba de Set, tercer fill d'Adam. La tomba d'Abd Allah ibn Ammar ibn Yasir, net del company del Profeta, és assenyalada per al-Baladhuri. A poca distància a l'est de la ciutat hi ha la tomba del califa Umar II ibn Abd al-Aziz on va pelegrinar Saladí el 1188 quan va visitar al xeic Abu Zakariyya Yahya ibn Mansur al-Maghribi, que vivia al lloc i que fou enterrat al darrere de la sepultura del califa.
La ciutat posseeix un museu que exposa mosaics de les restes arqueològiques de les denominades ciutats mortes d'al-Bara i Serjilla. Queden també restes de l'antiga ciutadella.

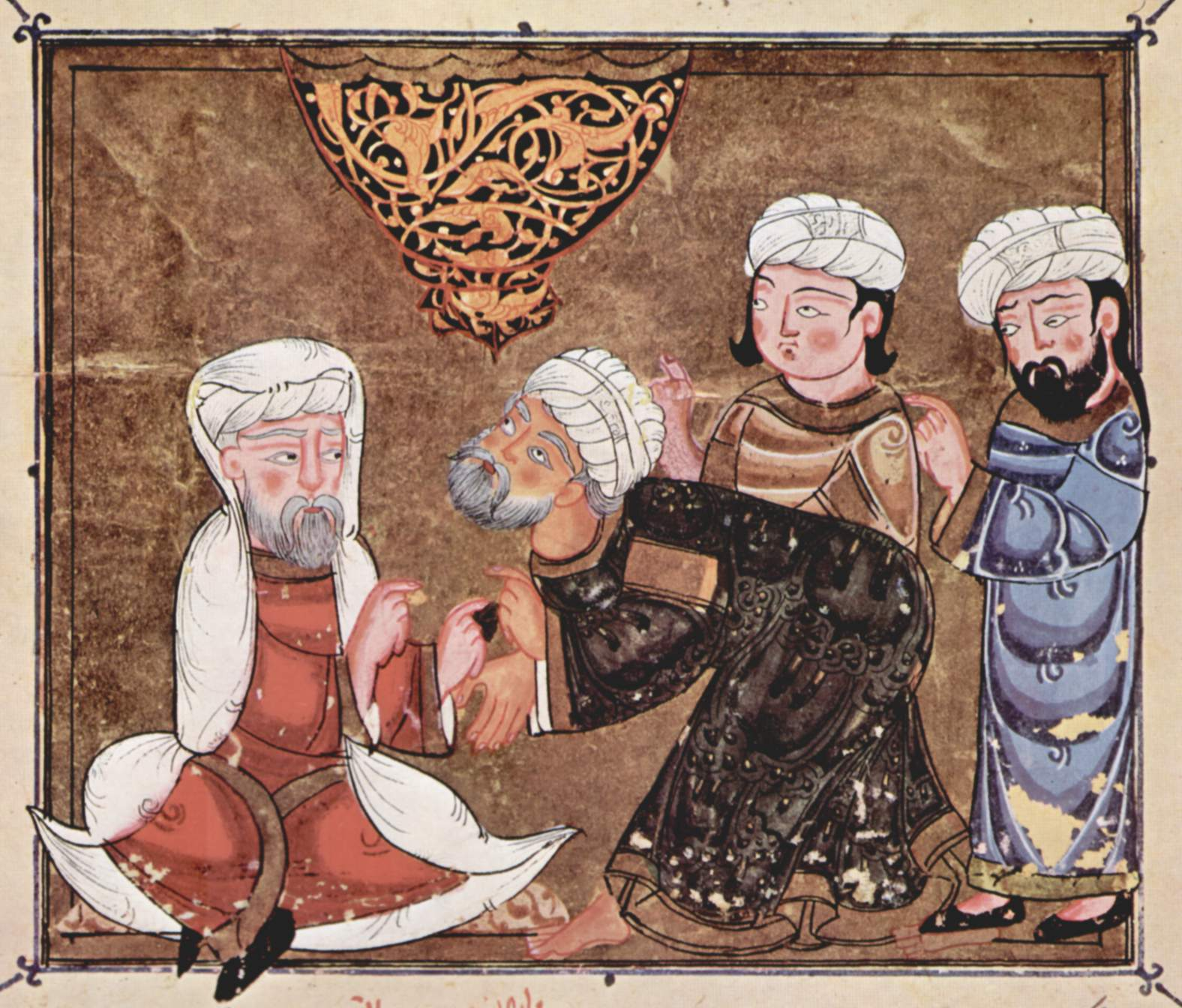
Abu-Zayd declara front el cadi de Maarat. (1335)

## Història
Al primer mil·lenni aC hi ha restes d'habitació humana que s'han trobat a l'excavació de Tell Mannas, uns quilòmetres a l'est. El 738 aC una ciutat de nom Aras és esmentada entre les conquestes assíries. Estrabó esmenta una ciutat de nom Megara i l'Itinerari d'Antoní assenyala una ciutat amb el nom d'Arra que seria la mateix Megara i l'Aras assíria, però la identificació amb Maarrat al-Numan no s'ha pogut demostrar encara, tot i que és molt probable. A l'edat mitjana els historiadors llatins i grecs l'esmenten com a Marra (del que deriva el nom que els historiadors occidentals de les croades li donaren: la Marre o la Maire).
La ciutat fou ocupada pels musulmans d'Abu-Ubayda ibn al-Jarrah el 637 i l'anomena Maarra Hims per dependre d'Homs i per diferenciar-la d'altres ciutats amb el nom de Maarra o Maarrat. Els habitants que no es van fer musulmans van haver de pagar la djizya i el kharadj. Prop de la ciutat, a la Dayr Saman d'al-Nakira (al sud-oest), fou enterrat el califa Umar II el febrer del 720.
La forma Maarrat al-Numan apareix a partir del segle VIII entre els àrabs tant per la vila com pel districte a l'entorn, dins del jund d'Homs (Hims) fins que sota Harun ar-Raixid va passar al jund de Qinnasrin. Alguns geògrafs àrabs com al-Baladhuri i Yakubi diuen que la ciutat fou anomenada antigament Dhat al-Kusur (La Ciutat dels Palaus) i al-Dimaskhi li diu Dhat Kasrayn (La dels Dos Palaus). El nom de Maarat al-Numan és el resultat (segons al-Baladhuri seguit per altres) de la combinació del nom original àrab, Maarrat i el del primer governant de la ciutat An-Numan ibn Baixir al-Ansarí, company de Mahoma desaparegut el 684. En tota l'edat mitjana fou un punt de la ruta que anava entre Kurus, a les muntanyes del Taure, i fins a Palestina (via Alep, Hamat, Damasc). Una via auxiliar la unia a Antioquia, i entremig el Castell Roig (Rudjiyya) centre de la comarca del Rudj. La manca d'aigua va provocar la construcció de nombroses cisternes i pous que van convertir la comarca en una zona agrícola fèrtil.
El 822 el califa al-Mamun va nomenar governador de Síria a Abd Allah ibn Tahir, com a successor del seu pare Tahir Abu l-Tayyib Dhu'l-Yaminayn; el nou governador va haver de combatre a Nasr ibn Shabith i en la lluita les fortificacions de Maarrat foren destruïdes igual que les de Kafr, Hunak i alguna més. El 903 la regió fou devastada pels càrmates manats per Sahib al-Kahl, devastació que va afectar les regions properes d'Homs, Hamat i Salamiya; milers de persones van morir i les dones i infants foren agafats com esclaus. A partir del 936/937 van entrar a Síria els Banu Kilab procedents del Nedjd, i van fer presoner al governador local Muadh ibn Said i part de les seves forces. El 943/944 al-Husayn ibn Said, oncle de l'hamdànida Sayf-ad-Dawla, que combatia al servei d'aquest, es va apoderar d'Alep i en el seu camí cap a Homs va passar per la ciutat. Yanis al-Munisi es va refugiar a Egipte. El maig del 945 l'emir ikhxídida d'Egipte va sortir de Damasc i va marxar contra Sayf-ad-Dawla, ocupant Maarat al-Numan on va restaurar com a governador a Muadh ibn Said, però aquest fou mort poc després per Sayf-ad-Dawla a la batalla de Kinnasrin (juny del 945), que no obstant l'hamdànida va perdre, i es va ajustar una treva.
El 959 els càrmates eren nombrosos a la regió i el governador local dels Banu Uqayl, Shabib ibn Djarir, es va posar al front d'una banda de càrmates i va atacar Damasc. El 968 Nicèfor Focas en la seva ofensiva contra els hamdànides es va apoderar de Maarrat al-Numan i va destruir la gran mesquita damnat una part de les muralles. En la treva del safar 359 (desembre 969/gener 970) la ciutat va quedar en el territori reconegut a Kharguyah i el seu lloctinent Bakdjur, usurpadors del tron d'Alep amb suport romà d'Orient, i que pagaven tribut a l'imperi. Kharghuyah (o Karghuwayh) va ser assassinat per Bakdjur (que el va succeir) el 977 i llavors l'hamdànida Abu l-Maali Sad al-Dawla va recuperar Alep i els romans d'Orient no tenien prou tropes per seguir imposant el tribut. El maig/juny del 977 el castell fou saquejat. Un atac fatimita a la població va fracassar el 996 però finalment els fatimites van aconseguir imposar el seu control a totes les poblacions de Síria fins a Maarrat Però el 1001 els romans d'Orient i fatimites van signar un tractat de pau i l'emir d'Alep, que era vassall romà d'Orient, va haver de reconèixer la sobirania del califa fatimita i a canvi se li van concedir algunes poblacions entre les quals Maarrat al-Numan. La dinastia hamdànida fou deposada el 1002 per l'atabeg Lulu que va usurpar el tron i el 1003 va atacar Maarrat al-Numan que no devia acceptar la usurpació o encara no havia estat transferida. La va ocupar i va desmantellar les defenses igual que d'altres poblacions de la comarca i de la de Rudj. Lulu va morir el 1008 i el va succeir el seu fill Murtada al-Dawla Mansur ben Lulu.
El 1015 Mansur ibn Lulu fou enderrocat per Fath l'Esclau que el 1023/1024 fou eliminat per Salih ben Mirdas que va establir la dinastia mirdàsida. El seu poder es va consolidar el 1024 i en aquestos anys Maarrat al-Numan va canviar de mans sovint. Husayn Abu Muhammad Nasir al-Dawla descendent dels hamdànides i destacat general a Egipte, fou governador de Síria, i el 1042/1043 va lluitar contra el mirdasida Muizz al-Dawla Thimal, que governava a Alep, i va ocupar Maarrat al-Numan. El 1060 Thimal, durant una expedició contra el seu nebot Mahmud ibn Nasr (fill de Dhibl al-Dawla Nasr, germà i predecessor de Thimal) en la primera revolta d'aquest, va residir per un temps a Maarrat que havia estat en mans de Mahmud. Thimal va morir el 1062 i el va succeir el seu germà Asad al-Dawla Atiyya però Mahmud ibn Nasr es va revoltar per segon cop i amb ajut romà d'Orient va agafar el poder el 1065 a Alep, i va enviar al general turc Harun a ocupar Maarrat. Harun, amb mil homes turc, kurds i daylamites en majoria, la va conquerir el 10 de setembre de 1066. Els Banu Kilab pel seu costat donaven suport a Atiyya i les disciplinades tropes d'Harun van evacuar la ciutat per anar a ajudar a Mahmud.
El 1070 un contingent de turcs que havien sortir de territori romà d'Orient, manats per Sundak, van avançar cap a Alep. Van passar pel Djazr i van devastar la comarca de Maarrat al-Numan, Kafar Tab, Hamat, Homs i Rafaniya. Tot seguit es presentaren forces seljúcides. El 1079/1080 Tútuix I, el germà de Màlik-Xah I, va imposar una contribució molt alta als habitants de Maarrat al-Numan, ciutat de la que va saquejar les seves terres i llogarets situats a l'est. El 1085 Maarat estava sota control dels Banu Uqayl i a l'agost el seljúcida Sulayman ibn Kutalmish que uns mesos abans s'havia apoderat d'Antioquia, va entrar a la ciutat. El turc Yaghi Siyan (famós com a governador d'Antioquia quan van arribar els croats) va rebre en ikta (feu) de Tutush de Síria algunes ciutats entre les quals Maarrat al-Numan. El 1095 Ridwan, seljúcida d'Alep, va donar Maarrat al-Numan a Sukman I ibn Ortuk però el 1096 va caure en mans de Djanah a-Dawla, atabeg de Ridwan, es va revoltar contra aquest i es va apoderar de Maara al-Numan. Uns mesos després arribaven a la zona els croats.

### Setge croat
Maarrat al-Numan era una posició important; a l'oest les fortaleses de Tell Mannas i Kfar Ruma, i a l'est Kafar Tab, permetien la concentració de tropes sota la seva protecció; al sud defensaven Afamiya i servien de pont per atacar Shayzar a l'Orontes. El 1098 Ramon de Sant Gèli, que era a Antioquia que acabava de ser conquerida pels croats, va decidir atacar Maarrat al-Numan; l'atac fou rebutjat; el novembre és fer un nou atac dirigit per Robert II de Flandes i Ramon de Sant Gèli sota autoritat de Bohemon de Tarent. La ciutat, que pertanyia a Alep, vivia principalment de l'agricultura. La seua població en aquestes dates era de menys de 10.000 habitants i tenia per defensa una muralla circular. Per ocupar la ciutat els croats van construir una màquina amb rodes, de gran altura (superior als murs) que permetia atacar millor; els defensors van protegir els murs amb sacs de fenc i cotó; el sapadors de Ramon Pilet, un occità del grup de Ramon de Sant Gèli, van aconseguir obrir forat al recinte, però al no disposar de prou forces per enfrontar als defensors, Bohemon I d'Antioquia va negociar una rendició amb honor cosa que es va produir l'11 de desembre de 1098 amb la condició de tenir les vides salvades.
Però els cristians van entrar en la ciutat i no van respectar el pacte; es diu que van assassinar la població i es van menjar els cadàvers però l'Enciclopèdia de l'Islam, que ho relata més aviat des del punt de vista musulmà, no en fa cap menció. La ciutat va ser incendiada i derruïda.
El 25 de desembre de 1098 Ramon de Sant Gèli va deixar la ciutat per anar al Castell Roig (Rudjiyya) que va convertir en la seva residència. Bohemon també va abandonar la ciutat deixant el govern local a mans del bisbe d'al-Bara. El gener de 1099 mentre els prínceps estaven organitzar l'expedició a Jerusalem al Castell Roig, va esclatar un motí entre els croats una part dels quals no volia demorar la marxa cap a la ciutat santa, i van saquejar Maarrat al-Numan toit i les protestes del bisbe; les muralles foren demolides. Ramon de Sant Gèli va retornar a la ciutat, va reunir als seus homes i la va abandonar el 13 de gener de 1099, descalç, com a cap del pelegrinatge.
El 1103 Ridwan ja havia recuperat les diverses fortaleses ocupades pel croats i el 1104, al saver-se la notícia de la captura de Balduí I de Jerusalem per Danishmend, la població musulmana va expulsar a les guarnicions d'altres fortaleses o foren atacades per Ridwan. Els francs van abandonar Maarrat al-Numan temporalment. Tancred de Galilea, regent d'Antioquia, va imposar el 1111 a Ridwan un tractat humuiliants pel qual hauria de pagar un tribut de 20.000 dinars, cedir diverses fortaleses i com a mostre de submissió hauria d'entregar els seus deu millors cavalls. El cadi xiïta d'Alep, Ibn al-Khashab, cap del partit patriota i religiós, va demanar l'enviament d'una delegació al sultà a Bagdad però Ridwan no tenia interès a barrejar al seu cosí Muhammad I ibn Malik Shah en els afers de Síria, i no va actuar; Ibn al-Khashab i un important grup de notables es va desplaçar a Bagdad per fer una crida a la lluita contra els francs (17 de febrer de 1111). Van obtenir algunes promeses poc concretes però van insistir el divendres següent en la pregària a la mesquita, provocant aldarulls; en el mateix moment arribava des d'Esfahan, la germana del sultà Muhammad i esposa del califa, amb un gran seguici; el califa al-Mústadhhir va témer per la seva seguretat i va decidir reprimir als malcontents alepins, però el sultà ho va impedir i va ordenar als amirs i als caps militars anar a les seves províncies per preparar la gihad contra els francs. El mateix 1111 es van reunir a la ciutat de Maarrat al-Numan l'atabeg de Mossul, Mawdud, i l'atabeg de Damasc, Dhàhir-ad-Din Tughtikín, al front de forts exèrcits. Ridwan no va tenir altre remei que posar-se al seu costat. Quan els exèrcits dels atabegs es van dirigir a Alep el juliol, Ridwan els va tancar les portes, va fer arrestar a Ibn al-Khashab i els seus partidaris (que foren tancats a la ciutadella) i va privar d'avituallament a les tropes seljúcides que en revenja van saquejar l'entorn d'Alep fins Maarrat al-Numan. Diversos conflictes entre els amirs van provocar la dissolució de l'exèrcit abans d'haver lliurat cap combat.
El 1113 Mawdud va retornar, encarregat pel sultà de reunir a tots els prínceps musulmans contra els francs excepte Ridwan d'Alep. Mawdud es va instal·lar prop de Damasc on governava Tughtikín, que va témer que Mawdud volia ocupar la ciutat; al sortir de la mesquita Mawdud fou apunyalat i va morir de les ferides (2 d'octubre de 1113). Tughtikín va acusar del crim a Ridwan per mitjà de la secta dels ismaïlites nizarites (coneguts com els assassins) però probablement el crim fou instigat per ell mateix. Poc després a Alep, Ibn al-Khashab va saber que Ridwan estava greument malalt i secretament va fer reagrupar als seus partidaris (finals de novembre) i quan Ridwan va morir (10 de desembre de 1113) els seus milicians armats van ocupar els principals edificis de la ciutat i van arrestar als partidaris de Ridwan i especialment els adeptes de la secta dels assassins, tots els quals foren executats per col·laboració amb l'enemic franc (unes 200 persones). El nou sobirà, Alp Arslan el Mut o el Tartamut, el fill de Ridwan de 16 anys, va agafar el partit d'Ibn al-Khashab, i va fer arrestar a tots els col·laboradors del seu pare i els va fer decapitar; el cadi es va inquietar i va demanar al jove de no fer un bany de sang recomanant moderació, però Alp Arslan va seguir les execucions, i va fer matar dos dels seus germans, diversos militars i un cert nombre de servidors; el buit es va fer al seu entorn i només el seu eunuc Lulu s'hi podia acostar. El setembre de 1114, mentre Alp Arslan dormia, Lulu el va assassinar i va posar al tron a un altre fill de Ridwan, de 6 anys, Sultan Shah.
El sultà Muhammad I Tapar ibn Abd al-Malik va decidir assolir el control de Síria i el 1115 va enviar a Bursuk de Mossul, que fou derrotat (14 de setembre de 1115) a la primera batalla de Tell Danith (una mica al nord de Maarrat al-Numan) per Roger de Salern, regent d'Antioquia, que va exigir a Alep una taxa sobre cada pelegri que anava a la Meca el que va fer vessar el vas de la paciència els alepins. Lulu fou assassinat pels soldats de la seva escorta l'abril de 1117. El cadi Ibn al-Khashab, conscient que Alep estava sota la forta i constant amenaça dels francs, es va reunir almb els notables i va proposar confiar la ciutat a un cap turcman capacitat per defensar-la, l'emir Ilghazi I ibn Ortoq; la proposata fou accepta i Ilghazi fou cridat a Alep i va prendre possessió a l'estiu del 1118 casant-se amb una filla de Ridwan. Sultan Shah fou enviat a l'exili. Ilghazi va fer front com va poder als francs. Va enviar nombroses peticions d'ajut a Bagdad que no van tenir resposta pels conflictes interns que hi havia a la ciutat. Després de l'assassinat de Lulu els croats van poder controlar les rutes entre Alep i Damasc. Roger va multiplicar els atacs i provocacions i Ilghazi va haver d'optar per la guerra. El 29 de juny de 1119 Ilghazi va lliurar la victoriosa batalla del Camp de la Sang, en què va morir el regent d'Antioquia, Roger, però, tot i el suport de Tughtikín de Damasc, no va poder aprofitar el seu èxit per l'arribada del nou rei de Jerusalem Balduí II (abans comte d'Edessa) va anar a Maarrat al-Numan i el 14 d'agost de 1119 va obligar a Ilghazi a retirar-se en la segona batalla de Tell Danith, al nord de Maarat al-Numan; el 1120 Ilghazi va envair el comtat d'Edessa i el va assolar però altre cop va intervenir Balduí i el va rebutjar i va haver de signar in tractat pel qual Maarrat al-Numan, la comarca del Djazr (al nord de la ciutat), Kafar Tab, al-Bara i una part del Djabal al-Summak retornaven als francs. Ilghazi va morir de malaltia el 3 de novembre de 1122. El 1125 s'esmenta la fugida de Maarrat al-Numan d'un important grup de presoners musulmans que romanien tancats a la ciutadella.
A finals d'abril de 1135 Maarat al-Numan fou ocupada per Zengi restituint les propietats als musulmans que les havien perdut. Just un any després, a mitjan abril de 1136, l'emperador Joan II Comnè va passar pel territori de Maarrat al-Numan però no la va atacar, i es va dirigir cap a Shayzar que va assetjar sense èxit. La ciutat fou greument damnada en el terratrèmol del 1157 que va tenir com epicentre a Hamat. Nur al-Din la va visitar l'octubre de 1157 i hi va instal·lar un colomer com a estació de coloms missatgers per les comunicacions entre Hamat i Alep, que després fou part de la xarxa mameluca de comunicacions.
El 1178 alguns pobles de la comarca foren donats en ikta per Saladí a l'emir Shams al-Din Ibn al-Mukaddam. El 1188 Saladí va anar a Maarrat al-Numan per fer el pelegrinatge al xeic Abu Zakaritta al-Maghribi que vivia prop de la tomba del califa Umar II ibn Abd al-Aziz. Des de llavors fou un petit centre de pelegrinatge.
Sota els aiúbides, Maarrat al-Numan, que estava a la frontera entre l'emirat d'Alep i el d'Hamat, va canviar més de deu vegades de mans en un segle. El 1191 l'emir d'Hamat al-Mudhàffar Taqí-d-Din Úmar (1178-1191) es va apoderar de la ciutat que fou cedida pel begtegínida Muzaffar al-Din Gokburi (que va rebre la investidura d'Irbil a canvi). L'emir d'Hamat però va morir poc després i Maarrat va passar a adh-Dhàhir ibn Salah-ad-Din d'Alep (1186-1216) que el 1193 la va cedir a al-Mansur Muhàmmad ibn Taqí-d-Din Umar d'Hamat (1191-1221). El 1200 Ibrahim Ibn al-Mukaddam governava a Mandidj, Kafar Tab i Afamiya i altres 25 pobles en la comarca de Maarat al-Numan; a la seva mort el 1200/1201 va deixar Manbidj al seu germà Shams al-Din Abd al-Malik ibn al-Mukaddam, senyor de Maarrat al-Numan, sempre com a feudatari de l'emir d'Hamat. El 1201/1202 adh-Dhàhir ibn Salah-ad-Din d'Alep va atacar territori d'Hamat i va saquejar tant la rodalia de Maarrat al-Numan com la mateixa població, la qual va retornar al seu domini. En un acord establert per mediació d'al-Àdil I d'Egipte, al-Malik adh-Dhàhir d'Alep i al-Malik al-Mansur Muhàmmad d'Hamat es van arranjar i Maarrat al-Numan va retornar al segon, però el primer va conservar Shayzar, Afamiya i Kafar Tab, més al sud, i això li va permetre al alepí de fer diversos atacs a Maarrat al-Numan que quedava enclavada en mig de territoris seus. El 1207/1208 el governador de Maarrat era Murshid ibn Salim ibn al-Muhadhdhib que era feudatari d'al-Malik adh-Dhàhir; el 1221, amb l'acord de l'ex sultà al-Àfdal ibn Salah-ad-Din que vivia retirat al Hawran, fou reconeguda a al-Malik an-Nàssir Kilidj Arslan ibn Sulayman d'Hamat. El 1223 al-Malik al-Muàddham Isa ibn al-Àdil va atacar Maarrat al-Numan, el governador de la qual va fugir deixant el govern provisional en mans dels notables entre els quals el pare de l'historiador Ibn Wasil; l'emir de Damasc hi va nomenar un administrador. An-Nàssir Dawud de Damas (1227-1229) la va conservar però al pujar al poder al-Àixraf ibn al-Àdil (1229-1237) li va disputar la ciutat al-Mudhàffar II Mahmud d'Hamat (1229-1244) que se'n va apoderar i el 1233 va fer arranjar la ciutadella. El 1238 a la mort d'al-Malik al-Kamil ibn al-Àdil d'Egipte (1218-1238) i Damasc (1237-1238) Maarrat fou ocupada després d'un setge curt per al-Malik an-Nàssir Yússuf ibn al-Aziz d'Alep (1236-1260). El 1240 les bandes de turcmans que havien servit al xa de Coràsmia, coneguts com els turcmans khwarizms, foren expulsats pels mongols cap al sud i van creuar l'Eufrates passant a Síria; van passar al sud d'Alep per Djabbul i Sarmin i van assolar la regió fins a Maarrat al-Numan. El 1244 va passar a al-Mansur ibn al-Mudhàffar d'Hamat (1244-1284) i va restar en la seva possessió fins a una època indeterminada quan an-Nàssir Yússuf ibn al-Aziz d'Alep (1236-1260) la va ocupar.
Després de la victòria de Bàybars I a Ayn Djalut sobre els mongols, el sulta Qútuz (1259-1260) va retornar Maarrat al-Numan i Barin a l'emir d'Hamat (1259). En endavant sembla que exceptuants breus períodes, la ciutat va romandre en poder d'Hamat. El 1299 el principat va quedar suprimit temporalment però se sap que el 1310 figurava entre les ciutats rebudes en feu pel príncep i historiador Abu l-Fida, en favor del qual fou restaurat, però el 1313 la va haver de cedir, junt amb altres poblacions, a l'emir-governador mameluc d'Alep. El 1316, en un acte oficial de donació, Abu l-Fida va rebre Maarrat al-Numan com a donació del sultà però al final del mateix any la va haver de retornar a Muhammad ibn Isa d'Alep; encara va tornar a Hamat posteriorment però el 1341 el principat fou suprimit i Maarat al-Numan va passar a ser una wilaya de la província d'Hamat sota sobirania directa dels mamelucs egipcis.
En el període aiúbida Maarrat fou una de les ciutats més pròsperes del món; a l'oest de la ciutat els cultius de vinya i olivera, i prop de la ciutat fruites; a l'est cereals. Encara avui dia el blat, les olives i el raïm són els principals productes de la regió. La seva prosperitat es va iniciar al segle x. La seva posició la feia la clau d'Hamat per tothom que venia del nord, del nord-est i del nord-oest; els senyors d'Hamat la consideraven la seva defensa avançada.
Després de la batalla de Mardj Dabik del 1516, la ciutat va passar als otomans i el 1518 formava la línia septentrional de la província de Damasc. Al primer quart del segle xvii un viatger europeu, Pietro della Valle, va passar per la ciutat on va coincidir amb un príncep otomà. Llavors formava la línia meridional del pashalik d'Alep i la línia nord del de Damasc. Thevenot diu el 1658 que la ciutat estava rodejada de murs i es dedicava al comerç.
A la segona meitat del segle xvii s'hi va instal·lar la família àrab dels al-Azm, que venia de Konya; els dos membres principals, Kasim i Ibrahim al-Azm van arribar a Damasc el 1650 i des d'allí van passar a Hamat i Maarat. Ibrahim era un militar que havia servit a l'exèrcit otomà i es va instal·lar a Maarrat i fou encarregat d'organitzar la defensa de la ciutat contra atacs que aleshores feien grups turcmans. El seu fill Ismail Pasha ibn al-Azm nascut a la ciutat vers 1560, va tenir una gran explotació agrícola i va adquirir una posició destacada i influent que li va valer ser nomenat governador de Damasc el 9 de març de 1725, sent destituït el desembre de 1730. Pococke va visitar la vila en aquest temps i diu que era pobre i tenia un agha independent que pagava tribut a la Porta i cobrava taxes als viatgers. Ismail va tenir dos fills, Asad Pasha (nascut 1706) i Sad al-Din. Asad fou mutasallim  d'Hamat i Maarrat al-Numan i el 1743 governador de Damasc (1743 - 1757). Al segle xviii la ciutat, junt amb Homs i Hamat eren feus viatgers (temporals, turc malikäne) del paixà de Damasc, que les va rebre del sultà suprimint els governadors locals. El 1771 Uthman Pasha al-Kurdi (Osman Sadik Pasha) que va governar a Damasc del 1760 al 1771 fou destituït i va perdre la malikäne de Maarat, que va rebre llavors el nou governador de Damasc, de la família dels al-Azm (Azamzade en turc), Mehmed Pasha (governador 1771-1772 i 1773-1783); més tard va governar un altre Azamzade, Abdallah Pasha (1795 - 1798, 1799 - 1803 i 1804? - 1807; governador d'Alep de 1794 a 1795).
Fins a la meitat del segle xix Maarrat era la ciutat més septentrional de la província de Damasc i capçalera d'un sandjak governat per un mutasarrif, i amb un reglament fiscal propi, però en la reorganització adminustrativa de 1864/1867 va passar a ser un kada de la província d'Alep i el 1873 residència d'un caimacan. El 1879 la va vistar Sachau que diu que tenia unes 400 cases o sigui uns dos mil habitants, dedicats tranquil·lament a l'agricultura en mig d'una zona fèrtil; uns anys més tard Max van Berchem la descriu com una vila gran d'aspecte miserable en una plana ben llaurada. El 1913 s'hi va establir una estació de telègraf que assegurava la comuniació entre Alep i Hamat.
Des de 1920 amb el domini francès la ciutat va esdevenir un centre de nacionalisme i resistència. Les tribus pastores dels mawalis es movien aleshores entre Maarrat i Alep però aquesta activitat fou progressivament abandonada després de 1930. Després de la independència de Síria va tardar uns anys a iniciar un desenvolupament econòmic que no es va produir fins al 1965 quan va quedar en la zona de desenvolupament industrial i agrícola d'Hamat-Homs.